# Grand Prix Francie 2003
Grand Prix Francie Mobil 1 Grand Prix de France

- 6. červenec 2003
- Okruh Magny-Cours
- 70 kol x 4.411 km = 308.77 km
- 707. Grand Prix
- Vítěz - Ralf Schumacher
- Vítězný tým - Williams-BMW

## Výsledky
| Pozice | Jezdec                | Vůz              | Čas         |
| ------ | --------------------- | ---------------- | ----------- |
| 1      | Ralf Schumacher       | Williams-BMW     | 1:30:49.213 |
| 2      | Juan Pablo Montoya    | Williams-BMW     | +13.813     |
| 3      | Michael Schumacher    | Ferrari          | +19.568     |
| 4      | Kimi Räikkönen        | McLaren-Mercedes | +38.047     |
| 5      | David Coulthard       | McLaren-Mercedes | +40.289     |
| 6      | Mark Webber           | Jaguar-Cosworth  | +1:06.380   |
| 7      | Rubens Barrichello    | Ferrari          | +1 kolo     |
| 8      | Olivier Panis         | Toyota           | +1 kolo     |
| 9      | Jacques Villeneuve    | BAR-Honda        | +1 kolo     |
| 10     | Antonio Pizzonia      | Jaguar-Cosworth  | +1 kolo     |
| 11     | Cristiano da Matta    | Toyota           | +1 kolo     |
| 12     | Heinz-Harald Frentzen | Sauber-Petronas  | +2 kola     |
| 13     | Nick Heidfeld         | Sauber-Petronas  | +2 kola     |
| 14     | Justin Wilson         | Minardi-Cosworth | +3 kola     |
| 15     | Ralph Firman          | Jordan-Ford      | +3 kola     |
| 16     | Jos Verstappen        | Minardi-Cosworth | +4 kola     |
| Kolo   | Odstoupili            | -                | -           |
| 45     | Jarno Trulli          | Renault          | Engine      |
| 43     | Fernando Alonso       | Renault          | Engine      |
| 42     | Giancarlo Fisichella  | Jordan-Ford      | Engine      |
| 23     | Jenson Button         | BAR-Honda        | Palivo      |

## Nejrychlejší kolo
- Juan Pablo Montoya, Williams-BMW, 1:15.512

## Celkové pořadí po závodě

### Jezdci
- 1. Michael Schumacher - 64
- 2. Kimi Räikkönen - 56
- 3. Ralf Schumacher - 53
- 4. Juan Pablo Montoya - 47
- 5. Rubens Barrichello - 39
- 6. Fernando Alonso - 39
- 7. David Coulthard - 29
- 8. Jarno Trulli - 13

### Týmy
- 1. Ferrari - 103
- 2. Williams-BMW - 100
- 3. McLaren-Mercedes - 85
- 4. Renault - 52